# Miejska Biblioteka Publiczna w Dąbrowie Górniczej
Miejska Biblioteka Publiczna im. Hugona Kołłątaja w Dąbrowie Górniczej – samorządowa instytucja kultury, której organizatorem jest Miasto Dąbrowa Górnicza, służąca zaspokajaniu potrzeb edukacyjnych, informacyjnych i kulturalnych ogółu społeczeństwa oraz uczestnicząca w upowszechnianiu wiedzy i kultury. Główna siedziba Biblioteki znajduje się w budynku przy ul. Tadeusza Kościuszki 25 w Dąbrowie Górniczej.

## Historia
W 1906 r. władze carskie opublikowały nową konstytucję, zawierającą zapis o swobodach obywatelskich. Pozwolił on na powołanie na terenie Dąbrowy Górniczej oddziału warszawskiego Uniwersytetu dla Wszystkich. Wśród jego założycieli znaleźli się m.in. Ludwik Berbecki, Szymon Starkiewicz, Cecylia i Józef Kozłowscy oraz Adam Piwowar i Leon Nowak. Dzięki szczególnym staraniom dwóch ostatnich z wymienionych osób zorganizowano bibliotekę oraz czytelnię czasopism. Rozpoczęcie funkcjonowania tej biblioteki uznaje się za początek działalności MBP w Dąbrowie Górniczej, aż do wybuchu I wojny światowej wypożyczalnia działała pod nazwą Biblioteka dla Wszystkich C. Kozłowskiej. W czasie działań wojennych prowadzonych podczas I wojny światowej miasto dostało się pod okupację austriacką. Austriacy byli dość liberalni, to z sukcesem wykorzystali dąbrowscy działacze oświatowi, którzy przedstawili okupantowi przygotowany w 1915 r. statut Towarzystwa Biblioteki dla wszystkich im. Hugona Kołłątaja w Dąbrowie Górniczej. Niedługo potem księgozbiór został aktem notarialnym przekazany Towarzystwu.
Po odzyskaniu niepodległości Towarzystwo wystąpiło do niepodległych władz Polski o oficjalną rejestrację biblioteki. W 1920 r. Starostwo powiatowe w Będzinie udzieliło Towarzystwu biblioteki dla wszystkich im. Hugona Kołłątaja koncesji na prowadzenie biblioteki, prosząc o podanie składu zarządu Towarzystwa.
W 1940 r. władze okupacyjne zarządziły całkowitą likwidację biblioteki. W celu uratowania jak największej części zbiorów przekazano je na przetrzymanie zaufanym czytelnikom. Ta część zbiorów utworzyła tzw. krążącą bibliotekę. Inną część księgozbioru zdeponowano w budynku magistratu.
Wraz z końcem wojny, dnia 22 grudnia 1945 r. nastąpiło oficjalne otwarcie biblioteki w wolnym kraju. Tuż po wznowieniu działalności placówka posiadała 688 tomów.
W 1955 r. przystąpiono do tworzenia sieci bibliotecznej, w celu zaspokojenia potrzeb czytelniczych w odległych terenach miasta. Istotnym dla biblioteki wydarzeniem, było rozpoczęcie działalności w Pałacu Kultury Zagłębia. W 1961 z okazji 55-lecia MBP; Andrzej Wojtala (dąbrowski artysta plastyk) zaprojektował ekslibris MBP.
W 1990 r. nowa ustawa o samorządzie terytorialnym powierzyła zadania w dziedzinie kultury samorządom lokalnym, to zmieniło sytuację bibliotek w Polsce, odtąd to rady miejskie poprzez zarząd miasta decydują o placówkach kultury. W tych latach w ramach zmian w strukturach biblioteki powstał Dział Książki Dawnej, w którego zbiorach znalazł się cenny księgozbiór Józefa Brodowicza (1790-1885), drukarza i rektora Uniwersytetu Jagiellońskiego. W 2006 roku została ukończona adaptacja budynku byłego Urzędu Miejskiego przy ul. Tadeusza Kościuszki 25 i połączono w nim agendy MBP oraz Dyrekcji. Dziś MBP w Dąbrowie Górniczej stanowi Biblioteka Główna i 17 placówek bibliotecznych rozmieszczonych w różnych dzielnicach miasta, zaś zbiory to 506 450 materiałów bibliotecznych (w tym: książek, czasopism, dokumentów elektronicznych, druków muzycznych, kartografii, 21 starodruków etc.)

## Zbiory
Biblioteka gromadzi i udostępnia zbiory z zakresu literatury pięknej dla dzieci i dorosłych, literatury popularnonaukowej oraz literatury w językach obcych. Na szczególną uwagę zasługują zbiory literatury dotyczącej regionu Zagłębia Dąbrowskiego i Śląska. Książnica gromadzi również literaturę japońską i koreańską w ojczystym języku oraz przetłumaczoną na język polski. Ponadto prenumeruje i udostępnia bieżącą prasę.
Stan na koniec 2022 roku:
- Księgozbiór – 506 326
- Tytuły czasopism – 515
- Użytkownicy zarejestrowani – 15 879
- Zbiory specjalne – 10 786

W tym zbiory: Biblioteki Głównej: 136 351 materiałów bibliotecznych (w tym m.in.: książki, audiobooki, kartografia, druki muzyczne, płyty, dokumenty elektroniczne, pinakoteka, ikonografia, płyty DVD).

## Struktura organizacyjna
Na sieć biblioteczną Miejskiej Biblioteki Publicznej w Dąbrowie Górniczej składają się jej agendy oraz 17 filii znajdujących się w większości dzielnic miasta:
Biblioteka Główna (ul. T. Kościuszki 25),
- Wypożyczalnia Centralna,
- Wypożyczalnia dla Dzieci i Młodzieży,
- Czytelnia Multimedialna,
- Dział Książki Dawnej,
- Czytelnia Regionalna,

Filia nr 1 (ul. Wojska Polskiego 43),
Filia nr 2 (ul. Chemiczna 2),
Filia nr 3 (ul. Wybickiego 3a),
Filia nr 4 (ul. Reymonta 14),
Filia nr 5 (Al. J. Piłsudskiego 32),
Filia nr 6 ( Szpitalna 13),
Filia nr 7 (ul. Kasprzaka 46),
Filia nr 8 (ul. Ofiar Katynia 93),
Filia nr 9 (ul. Główna 61),
Filia nr 10 (ul. Zwycięstwa 91),
Filia nr 13 (ul. Pocztowa 3),
Filia nr 14 (ul. Górna 1),
Filia nr 15 (ul. Żołnierska 180),
Filia nr 16 (Ks. Stanisława 1),
Filia nr 17 (ul. Mieszka I 20),
Filia nr 18 (ul. Legionów Polskich 131a),
Filia nr 20 (ul. Topolowa 32).

## Biblioteka Główna
Obecnie Bibliotekę Główną stanowią działy: Wypożyczalnia Centralna, Wypożyczalnia dla Dzieci i Młodzieży, Czytelnia Multimedialna,  Czytelnia Regionalna oraz Dział Książki Dawnej.
Wypożyczalnia Centralna – gromadzi i udostępnia na zewnątrz literaturę dla dorosłych. Wypożyczalnia dla dorosłych posiada księgozbiór liczący 92 785 woluminów.  W wypożyczalni jest wolny dostęp do półek, czytelnik sam dokonuje wyboru książek, w razie potrzeby może skorzystać z pomocy bibliotekarza. Księgozbiór rozmieszczony jest według działów Uniwersalnej Klasyfikacji Dziesiętnej, w porządku alfabetycznym. Korzystanie z wypożyczalni ułatwia katalog online.
Na księgozbiór składają się:
- książki z literatury pięknej polskiej i obcej (w tym klasyka i powieści współczesne – romanse, kryminały, powieści obyczajowe, sensacyjne, fantasy     oraz poezja, dramat, lektury szkolne i powieści młodzieżowe),
- literatura w języku angielskim i niemieckim,
- książki z serii Duże Litery – jest to propozycja dla tych osób, które mają problemy ze wzrokiem. W kolekcji znalazły się nowości wydawnicze ostatnich     lat, zarówno powieści obyczajowe, jak i kryminały oraz kilka wydawnictw popularnonaukowych,
- wydawnictwa popularnonaukowe ze wszystkich dziedzin wiedzy.

Wypożyczalnia ma w ofercie również audiobooki, czyli książki mówione na płytach CD. Oprócz książki tradycyjnej biblioteka oferuje bezpłatny dostęp do książek elektronicznych:
- na platformie Legimi, która zapewnia dostęp do książek w formie cyfrowej – do czytania na tablecie, smartfonie lub czytnikach  z systemem Android,
- na IBUK LIBRA, która umożliwia skorzystanie z wybranych publikacji naukowych, specjalistycznych, popularnonaukowych, beletrystycznych,
- w Empic Go – platforma ma w swojej ofercie około 50 000  e-booków, audiobooków, a także podcasty oraz produkcje oryginalne Empik Go.

Dzięki współpracy ze Stowarzyszeniem Pomocy Osobom Niepełnosprawnym “Larix” im. Henryka Ruszczyca, działającym na rzecz osób Niewidomych i Niedowidzących, oferujemy w Bibliotece Głównej cyfrowe książki mówione, zapisane w postaci plików multimedialnych (format DAISY), których można wysłuchać na urządzeniu Czytak.
Wypożyczalnia dla Dzieci i Młodzieży – udostępnia literaturę piękną dla dzieci i młodzieży, literaturę obcojęzyczną (zarówno beletrystykę, jak i książki do nauki języków obcych), literaturę popularnonaukową dla dzieci, prasę dziecięco-młodzieżową, audiobooki. Na miejscu można skorzystać z dostępnego księgozbioru, prasy, gier planszowych oraz materiałów multimedialnych: obejrzeć filmy na DVD lub zagrać na PS3. W wypożyczalni znajduje się księgozbiór dostosowany dla czytelników w wieku 0–16 lat (22 656 woluminów), a także prasa dziecięca i młodzieżowa (prenumerata obejmuje 16 tytułów, w tym: „National Geographic Kids”, czy „English Matters Kids”) oraz gry planszowe.
Księgozbiór ułożony jest z podziałem na poziomy według kategorii wiekowych np.: I/N (0–5 lat), II/Op (6–9 lat opowiadania), III/B (baśnie, legendy, tematyka fantastyczna 10–14 lat) III/IV Prz (literatura przygodowa dla czytelników w wieku 10–16), IV Po (powieść obyczajowa dla czytelników w wieku 14–16). Literatura popularnonaukowa dla dzieci ułożona jest według działów Uniwersalnej Klasyfikacji Dziesiętnej w porządku alfabetycznym.
Częścią WDM jest Bajkowa Polana – wydzielona część biblioteki dziecięcej, przystosowana dla najmłodszych czytelników. Znajduje się tam literatura przeznaczona dla dzieci w wieku 0–5 lat, regały są dostosowane do wieku użytkowników, co umożliwia samodzielne przeglądanie księgozbioru przez najmłodszych czytelników. Bajkowa Polana to także miejsce cotygodniowych spotkań Klubu Malucha (zajęcia dla dzieci w wieku 2–5 lat i ich rodziców), podczas których dzieci mogą posłuchać głośnego czytania, wykonać pracę plastyczną oraz wziąć udział w zabawach ruchowych.
Poza tym pracownicy działu prowadzą działalność popularyzującą czytelnictwo. W ofercie znajduje się wiele tematycznych lekcji bibliotecznych, skierowanych do grup zorganizowanych (terminy i tematy należy umawiać osobiście lub telefonicznie).
Czytelnia Multimedialna – część Biblioteki Głównej wyposażona w 10 stanowisk komputerowych z dostępem do Internetu, a także dysponuje stanowiskiem Academica – cyfrowa wypożyczalnia Academica umożliwia korzystanie ze zbiorów Cyfrowych Biblioteki Narodowej. Odpłatnie można skorzystać także z urządzenia wielofunkcyjnego do drukowania. Czytelnia Multimedialna oferuje ponad 100 tytułów prasowych, z których można korzystać na miejscu lub je wypożyczyć (max. 6 egzemplarzy). Bieżące numery udostępniane są tylko na miejscu. W tym miejscu realizowane są również zamówienia na zestawienia bibliograficzne oraz wypożyczenia międzybiblioteczne. Dział ten prowadzi prace w ramach Śląskiej Biblioteki Cyfrowej.
Dział Książki Dawnej to dział gromadzący publikacje wydane do 1956 r., w tym m.in. starodruki. Najstarszy z nich był wydany w 1530 r., a pozyskany został z księgozbioru rektora Uniwersytetu Jagiellońskiego prof. Józefa Brodowicza. Innym, cennym nabytkiem jest pisana na pergaminie  XIX wieczna tora. W zasobach tej agendy znajdują się zbiory w większości pozyskane od osób związanych z Dąbrową Górniczą, m.in. Stanisława i Zofii Bocianowskich, Leona Nowaka, Edwarda Ciuka, Edwarda Potępy oraz rodziny Lewickich. W dziale zgromadzono blisko 7 tys. woluminów. Wśród nich można znaleźć wiele oryginalnych publikacji, nie tylko pod względem treści, ale także wydawniczym.
Czytelnia Regionalna w dziale znajdują się książki dotyczące Dąbrowy Górniczej, Zagłębia Dąbrowskiego oraz Śląska, a także prasa lokalna oraz Dokumenty Życia Społecznego. Czytelnia Regionalna powstała we wrześniu 2022 r. Zasoby agendy bazują na księgozbiorze dotąd zgromadzonym w Wypożyczalni Centralnej. Głównym celem nowo powstałego działu jest dbanie o zachowanie lokalnego dziedzictwa kulturowego, historii miasta i regionu oraz popularyzacja wiedzy o regionie wśród jego mieszkańców, w szczególności dzieci i młodzieży. Czytelnia Regionalna poprzez realizację lekcji regionalnych oraz imprez kulturalnych chce rozpowszechniać wiedzę i cenne informacje o walorach naszego regionu. Dział zajmuje się także tworzeniem bibliografii regionalnej. Mamy nadzieję, że wiedza zgromadzona w zbiorach Czytelni Regionalnej będzie znaczącym źródłem dla obecnych i przyszłych pokoleń. Zbiory regionalne posiada także większość filii bibliotecznych MBP w Dąbrowie Górniczej np. Filia nr 5 czy Filia nr 18.

## Działalność
Miejska Biblioteka Publiczna poza działaniami wynikającymi z jej statusu otwiera się na działania mające na celu promocję czytelnictwa wśród społeczności lokalnej poza murami Biblioteki oraz jej filiami. Swoimi działaniami wspiera regionalną kulturę, doceniając jej wartość. Dlatego MBP bardzo chętnie uczestniczy w wydarzeniach kulturalnych na terenie miasta Dąbrowy Górniczej, dając swoje wsparcie placówkom oświatowym, stowarzyszeniom i współpracując z innymi instytucjami kulturalnym w regionie podczas wspólnych imprez plenerowych.
Publikacje:
Wróżka i Mag – Książka dla dzieci i młodzieży autorstwa Marzeny Zabierzewskiej – Kucharskiej wydana przez Miejską Bibliotekę Publiczną w Dąbrowie Górniczej w 2008 roku. ISBN: 9788387110185
Prasa:
Raptularz Kulturalny: w latach 1997-2006 Miejska Biblioteka Publiczna wydawała kwartalnik, który poruszał tematykę wydarzeń kulturalnych i oświatowych na terenie Dąbrowy Górniczej.
Przegląd Dąbrowski: od 2009 roku MBP zostaje wydawcą bezpłatnego miesięcznika on charakterze kulturalno-informacyjnym. Miesięcznik ten skierowany jest do mieszkańców Dąbrowy Górniczej. Obecnie funkcję redaktora naczelnego pełni Piotr Purzyński.
Abstrakt - Dąbrowski Informator Biblioteczny: w czerwcu 2023 roku opublikowano pierwszy numer bibliotecznego czasopisma. Ma on charakter miesięcznika i zawiera najważniejsze informacje ze świata bibliotek oraz kultury i sztuki.  
Dokumentacja wideo:
W ramach swojej działalności MBP realizuje projekty, które mają za zadanie zachować dziedzictwo kulturowe miasta dla przyszłych pokoleń.
Wspólnie z Fabryką Pełną Życia i Muzeum Miejskim Sztygarka w Dąbrowie Górniczej w 2022 r. został nakręcony dokument pn. „Defum- Fabryka wspomnień” o nieistniejącym już zakładzie maszyn przemysłowych, który został pozytywnie odebrany przez mieszkańców miasta.
Spotkania autorskie:
Biblioteka organizuje liczne spotkania autorskie ze znanymi twórcami. W jej murach gościli min. laureaci nagrody Nike, paszportu Polityki, uznani w środowisku muzycznym kompozytorzy, ludzie ze świata polityki i pierwszych stron gazet.
Odwiedzili nas m.in tacy pisarze jak: Wanda Chotomska, Katarzyna Bonda, Katarzyna Grochola, Roma Ligocka, Sylwia Chutnik, Anna Cieplak, Joanna Bator, Agata Passent, Zbigniew Rokita, Szczepan Twardoch, Andrzej Pilipiuk, Michał Rusinek, Janusz Leon Wiśniewski, Adam Wajrak, Sławomir Koper, Alek Rogoziński, Grzegorz Piątek, Wojciech Chmielarz.
Projekty realizowane:
Dyskusyjny Klub Książki: działa w MBP od 2007 roku. Spotkania i dyskusje o książkach w ramach działalności klubu mają charakter nieformalny i odbywają się raz w miesiącu.
Festiwal Moli Książkowych: przedsięwzięcie zorganizowane w 2010 roku głównie z myślą o bibliotekarzach, a poświęcone idei propagowania czytelnictwa.
Narodowe Czytanie: od 2013 roku MBP bardzo chętnie włącza się w ogólnopolską akcję promującą czytelnictwo wybranej lektury. Do akcji mogą przyłączyć się wszystkie chętne osoby prywatne i instytucje publiczne w kraju i za granicą.
Zaczytana Dąbrowa: była to kampania popularyzująca czytelnictwo. W ramach całorocznej akcji zorganizowano m.in. Festiwal komiksu, Jarmark Bajek i Baśni, Robinsonade oraz Festiwal Fantastyki.
Biblioteka na plaży: to projekt polegający na zorganizowaniu różnorodnych działań kulturalnych i edukacyjnych na plaży przy Pogorii III.
Popularni czytają: cykl spotkań autorskich dla dzieci i młodzieży, podczas których osoby publiczne czytały dzieciom. W ramach tego wydarzenia odwiedzili nas min.: Agnieszka Suchomierska, Krzesimir Dębski, Andrzej Pilipiuk, Roma Ligocka.
Skarpety poety: cykl bajek o zabarwieniu humorystycznym z ciekawą historią w tle. Projekt dedykowany był dla dzieci i młodzieży.
Bibliotekarze polecają: projekt powstał podczas pandemii i jego zadaniem była popularyzacja czytelnictwa poprzez zrealizowane wideo recenzje. Prezentowana była literatura dziecięca i młodzieżowa oraz dla dorosłych czytelników.
Noc z Andersenem: cykliczna impreza całonocna skierowana do najmłodszych czytelników. Na uczestników wydarzeń czekają warsztaty tematyczne, animacje oraz niespodzianka np. teatrzyk, sens bajki.
Cała Polska czyta dzieciom: ogólnopolska akcja polegająca na głośnym czytaniu dla najmłodszych. W ramach swojej działalności MBP włączała w tę akcję również mieszkańców miasta podczas plenerowych imprez.
Dozwolone od lat 18: na projekt składały się wideo recenzje prezentujące tytuły przeznaczone dla dorosłych czytelników przygotowane przez bibliotekarzy.
Odjazdowy Bibliotekarz: coroczny rajd rowerowy Bibliotekarzy oraz mieszkańców Dąbrowy Górniczej  na terenie miasta zakończony imprezą plenerową na zielonych terenach za MBP.
Czytanie Rządzi w Dąbrowie Górniczej: Projekt Fundacji Powszechnego Czytania, w którą  MBP się włączyła.
Kulisy literatury: projekt fotograficzny propagujący ideę czytania. Do udziału w projekcie zaproszono znane osobowości z regionu oraz pisarzy, który uczestniczyli w spotkaniach autorskich w MBP. 

## Galeria

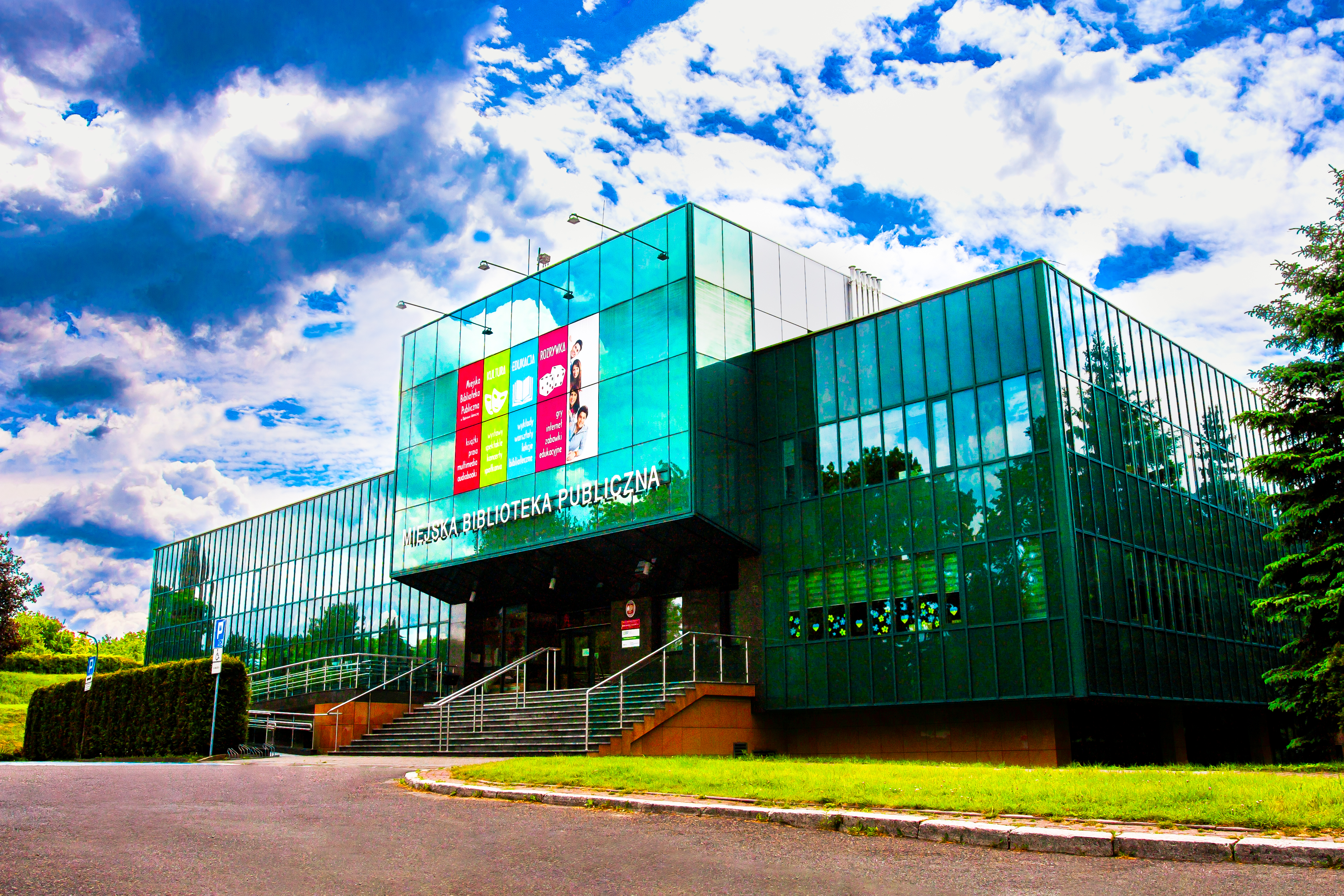
Biblioteka Główna
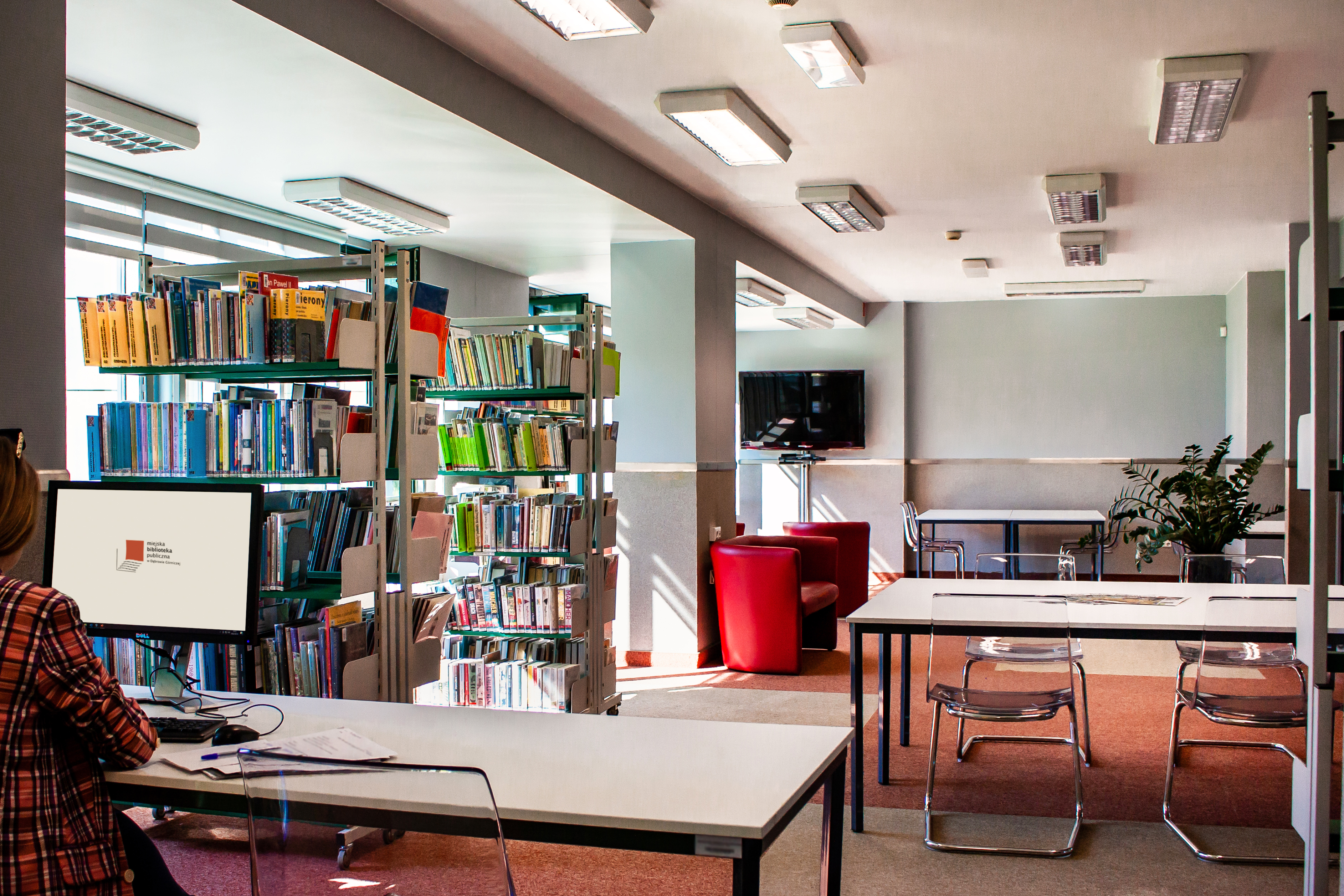
Czytelnia Regionalna
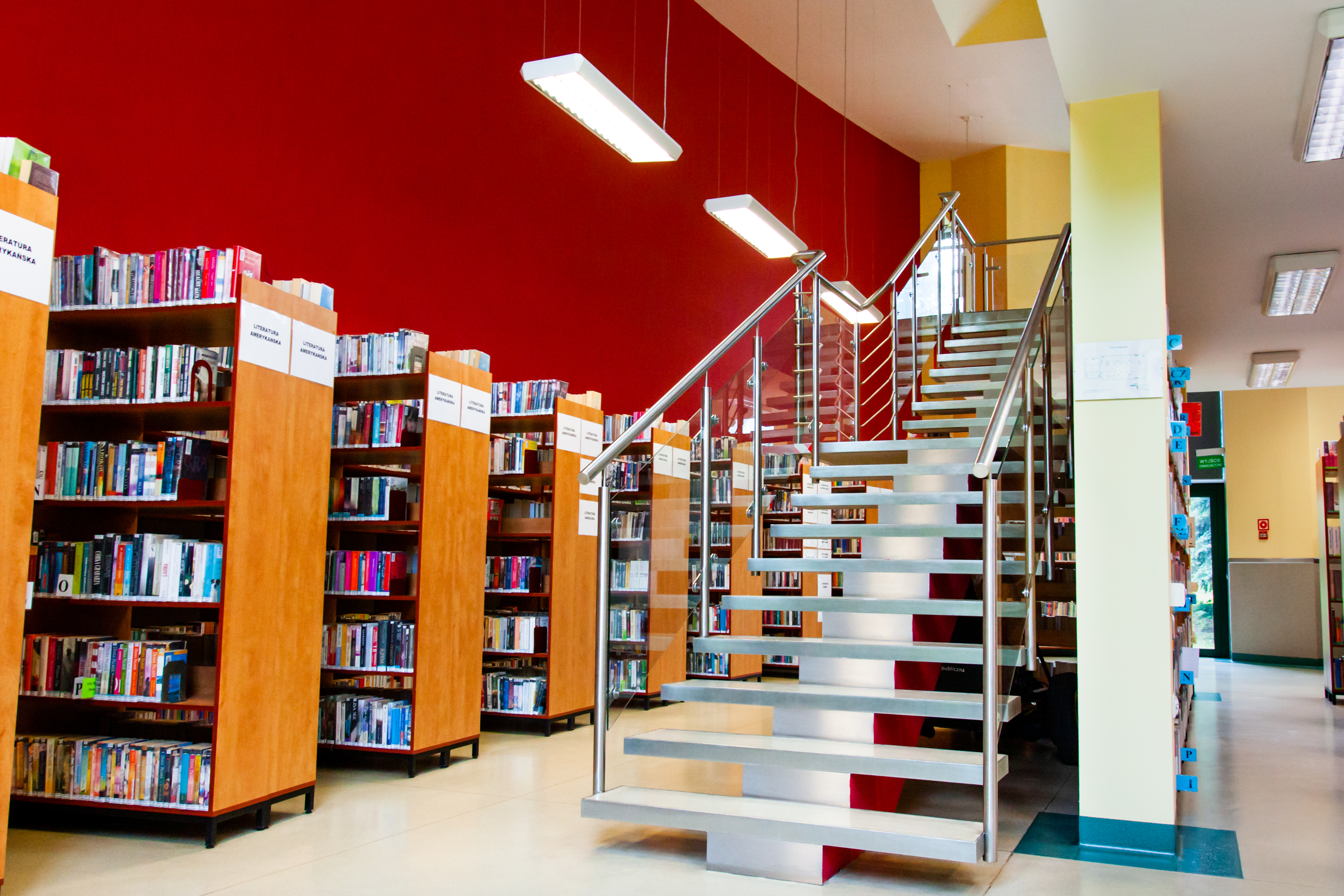
Wypożyczalnia Centralna
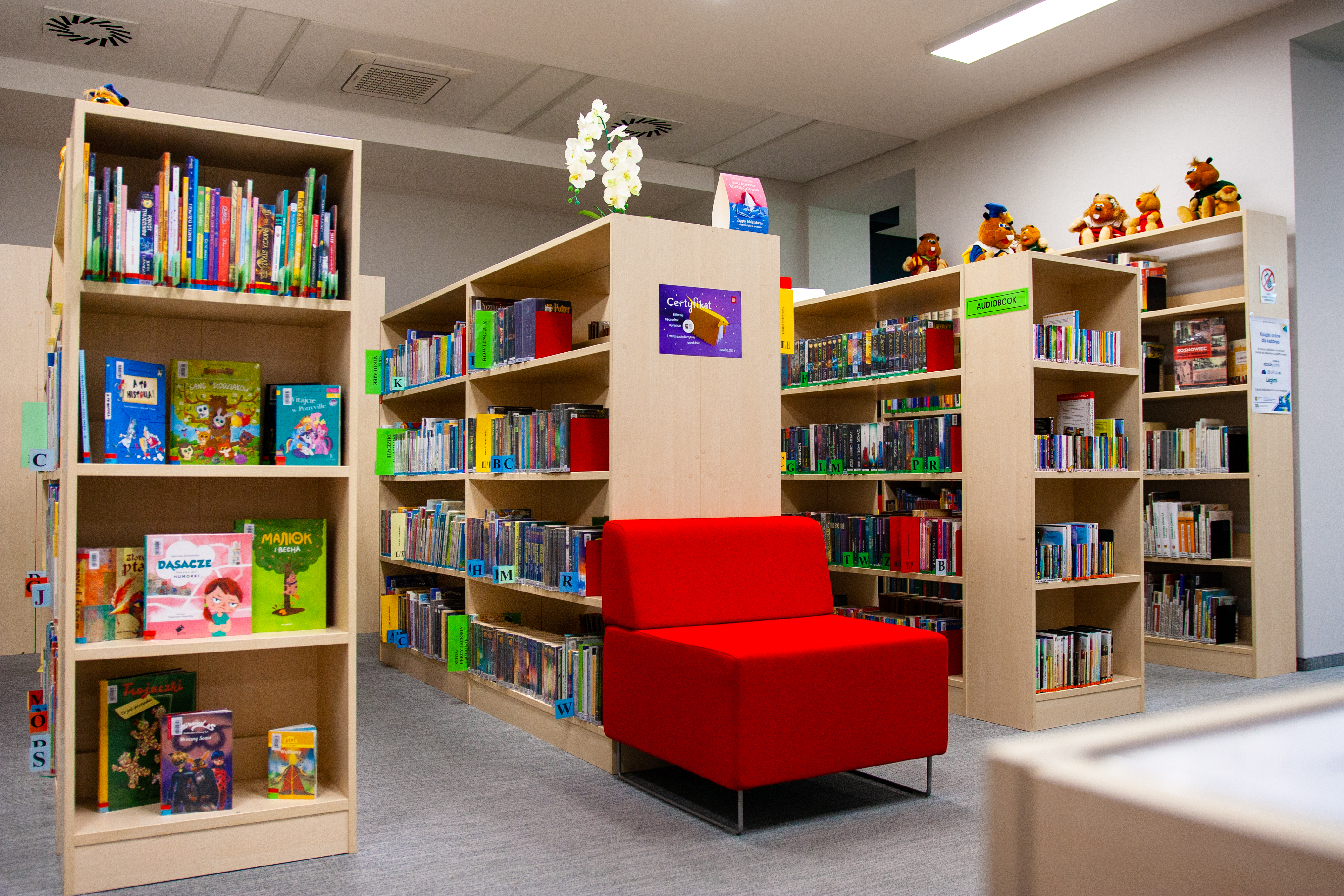
Filia nr 8
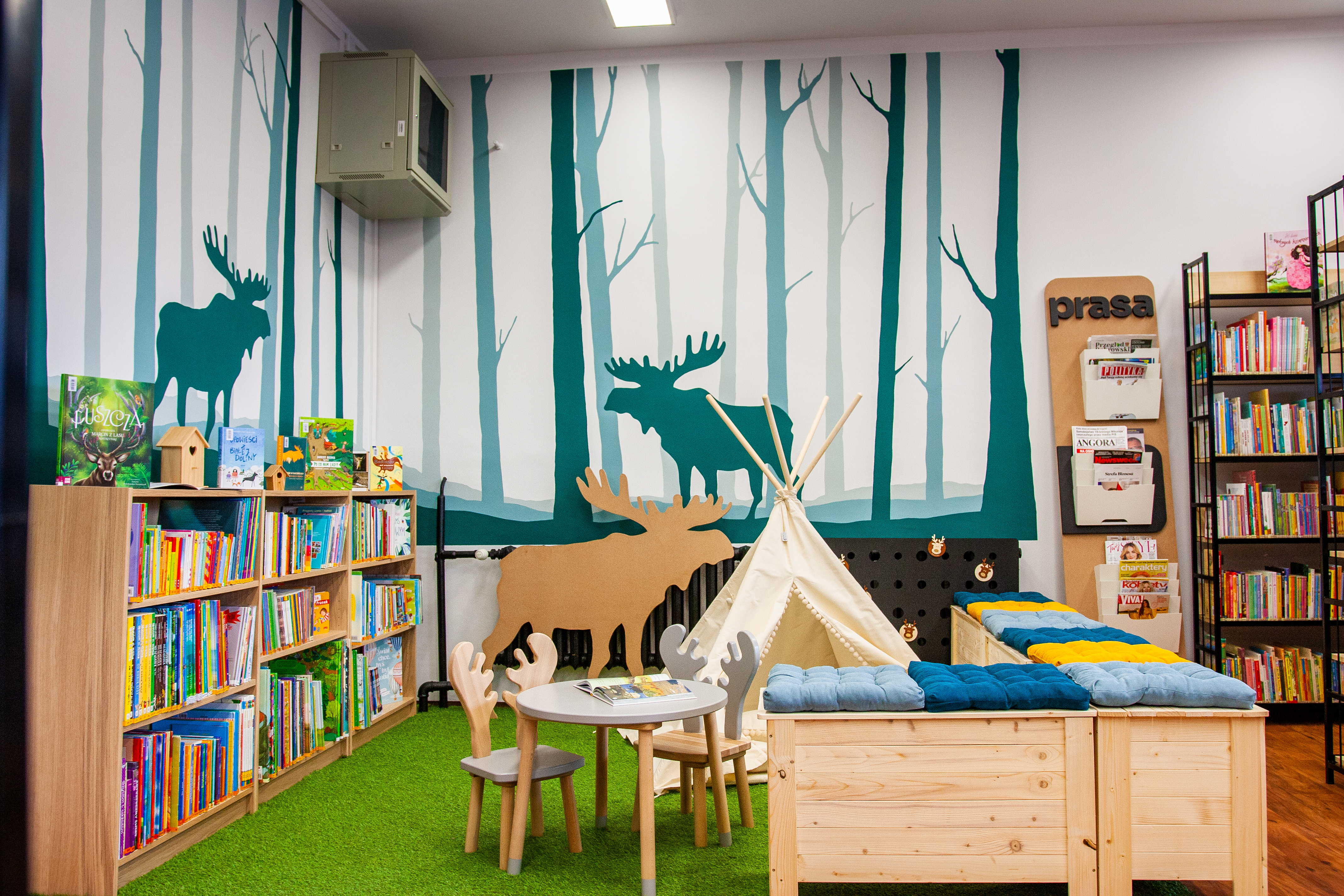
Filia nr 13
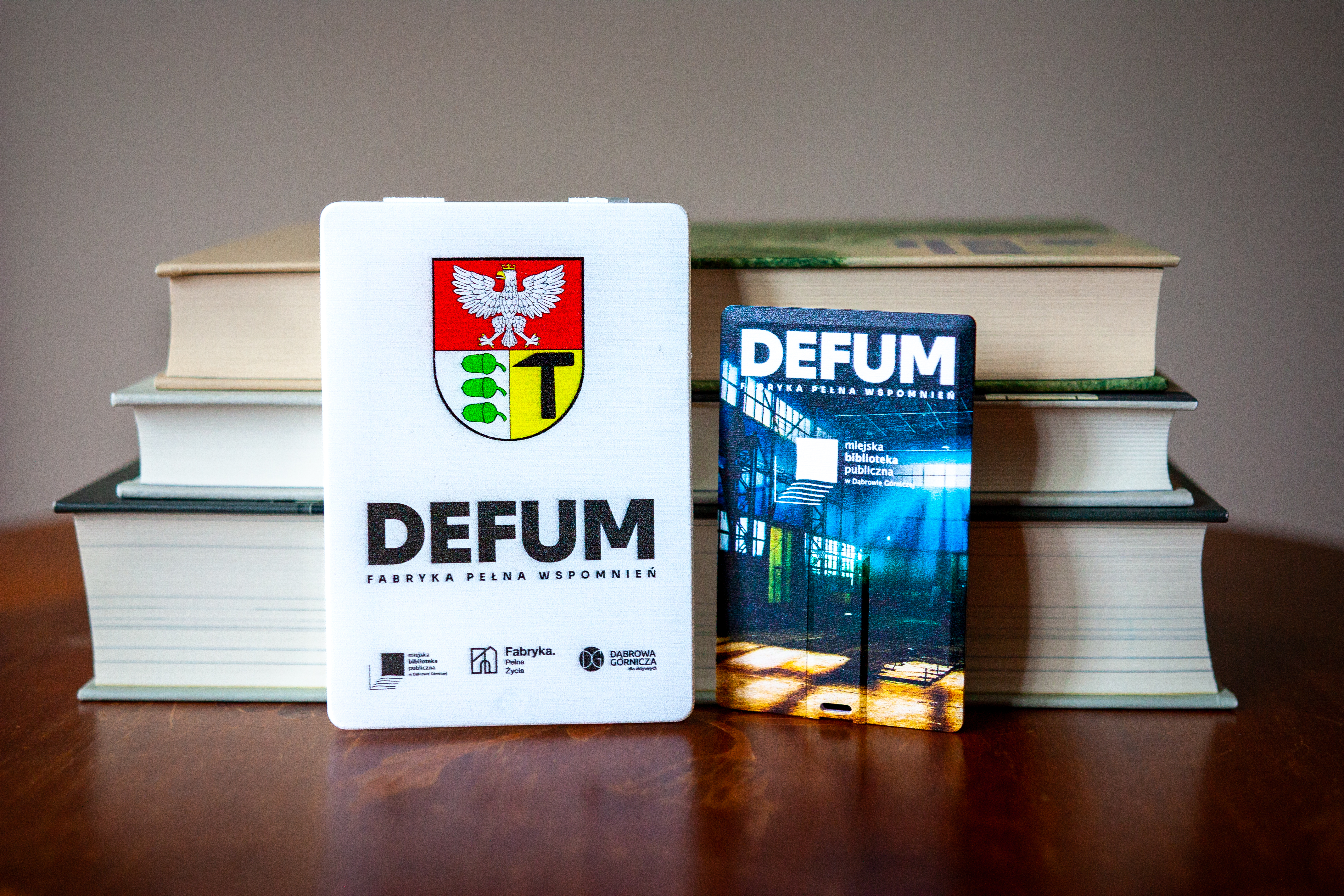
Pendrive z filmem o nieistniejącej fabryce DEFUM